# Alessandro Pratesi
 (janvier 2012).
Alessandro Pratesi, né le 31 mars 1922 et décédé à Rome le 29 janvier 2012, est un paléographe et diplomatiste italien, spécialisé en histoire de la période médiévale.
Il est professeur de paléographie et diplomatique à l'Université de Bari de 1960 à 1966, puis à l'Université La Sapienza de Rome de 1966 à 1992.

## Publications
- A. Pratesi, Carte latine di abbazie calabresi provenienti dall'archivio Aldobrandini, Città  del Vaticano, Biblioteca apostolica vaticana, 1958.
- A. Pratesi, « Influenze della scrittura greca nella formazione della beneventana del tipo di Bari », dans La chiesa greca in Italia dall'VIII al XVI secolo. Atti del convegno storico interecclesiale (Bari, 30 aprile - 4 maggio 1969), Padova: Antenore, 1972, p. 1095-1109 (Italia Sacra, 20-22)
- A. Pratesi, « La scrittura latina nell’Italia meridionale nell'età di Federico II. », Archivio storico pugliese, 1972, vol. 25, no 3-4, pp. 299–316.
- A. Pratesi, « Problemi e prospettive del censimento dei documenti pontifici », Annali della Scuola speciale per archivisti e bibliotecari dell'Università di Roma, 12/1-2, 1972, p. 108–116.
- Celestino Pierucci, Alberto Polverari et A. Pratesi, Carte di Fonte Avellana, 1972 (Thesaurus ecclesiarum Italiae, IX,1-2).
- A. Pratesi,  « Diplomatica in crisi? », dans Miscellanea in memoria di Giorgio Cencetti, Torino: Università degli Studi di Roma, 1973, p. 443–455.
- A. Pratesi, « A proposito di tecniche di laboratorio e storia dlla scrittura », Scrittura e civiltà, 1, 1977, p. 199–210.
- A. Pratesi, « Limiti e difficoltà dell’uso dell’informatica per lo studio della forma diplomatica e giuridica dei documenti medievali », dans Informatique et histoire médiévale. Actes du Colloque de Rome, 20-22 mai 1975, éd. L. FOSSIER, A. VAUCHEZ and C. VIOLANTE, Rome: École Française de Rome, 1977, (Publications de l'École Française de Rome, 31), p. 187–190.
- A. Pratesi, « A proposito di tecniche di laboratorio e studio della scrittura », Scrittura e civiltà, 1, 1977, p. 199–209.
- A. Pratesi, « Appunti per la datazione del Terenzio Bembino », dans Palaeographica Diplomatica et Archivistica. Studi in onore di Giulio Battelli, Roma: Edizioni di Storia e Letteratura,  1979, (Storia e Letteratura, 139-140), t. I, p. 71–84.
- A. Pratesi, « Paleografia in crisi? », Scrittura e civiltà, 3, 1979, p. 329–337.
- A. Pratesi, « Le ambizioni di una cultura unitaria: la riforma della scrittura », dans Nascità dell'Europa de Europa carolingia: un' equazione da verificare. Settimane di Studio del Centro Italiano di Studi sull'Alto Medioevo, 27: 19-25 aprile 1979, Spoleto: Centro Italiano di Studi sull’Alto Medioevo, 1981, t. I, p. 507–523.
- Angela Frascadore et A. Pratesi, Le pergamene del monasterio di S. Chiara di Nardo (1292-1508), Bari : Vecchi : Società di storia patria per la Puglia, 1981 (Codice diplomatico barese, 25).
- A. Pratesi, Elementa artis palaeographicae, Città del Vaticano, 1981.
- A. Pratesi, Liber Instrumentorum seu Chronicorum Monasterii Casauriensis, L'Aquila, Amministrazione provinciale dell’Aquila : Comitato per il V° centenario della introduzione della stampa in Abruzzo, 1982.
- A. Pratesi, « Appunti per una storia dell’evoluzione del notariato », dans Studi in onore di Leopoldo Sandri, Roma: Ufficio Centrale per i Beni Archivistici - Scuola Speciale per Archivisti e Bibliotecari dell'Universitá di Roma, 1983, t. III, p. 759-742 (Ministero per i beni culturali e ambientali, Pubblicazioni degli Archivi di Stato, 98)
- A. Pratesi, Frustula palaeographica, Alessandria : Ed. dell'Orso, 1987-1992 (Biblioteca di scrittura e civiltà, 4).
- A. Pratesi, « Tra carte e notai : saggi di diplomatica dal 1951 al 1991 », Miscellanea della Società Romana di Storia Patria, 35, 1992.
- A. Pratesi, « Commentare Bischoff », Scrittura e civiltà, 19, 1995, p. 345–348.
- A. Pratesi, « Commentare Bischoff: un secondo intervento », Scrittura e civiltà, 22, 1998, p. 405–408.
- A. Pratesi et A. Petrucci (éd.), Un secolo di paleografia e diplomatica (1887-1986) per il centenario dell'istituto di paleografia dell'università di Roma, Roma, Gela, 1988, xxiii-327 p.
- Mariarosa Cortesi et A. Pratesi (dir.), Le pergamene degli archivi di Bergamo, Bergame, Provincia di Bergamo, 1995, 2000, 2 vol. (Fonti per lo studio del territorio bergamasco, 16)